# Springfield (Florida)
Springfield es una ciudad ubicada en el condado de Bay en el estado estadounidense de Florida. En el Censo de 2010 tenía una población de 8.903 habitantes y una densidad poblacional de 755,16 personas por km².en esta ciudad nacieron las caricaturas de los simpsons  

## Geografía
Springfield se encuentra ubicada en las coordenadas 30°10′17″N 85°36′44″O / 30.17139, -85.61222, en la región conocida como mango de Florida. Según la Oficina del Censo de los Estados Unidos, Springfield tiene una superficie total de 11.79 km², de la cual 11.21 km² corresponden a tierra firme y (4.88%) 0.57 km² es agua.

## Demografía
Según el censo de 2010, había 8.903 personas residiendo en Springfield. La densidad de población era de 755,16 hab./km². De los 8.903 habitantes, Springfield estaba compuesto por el 65.96% blancos, el 23.77% eran afroamericanos, el 0.72% eran amerindios, el 3.76% eran asiáticos, el 0.09% eran isleños del Pacífico, el 1.94% eran de otras razas y el 3.76% pertenecían a dos o más razas. Del total de la población el 5.82% eran hispanos o latinos de cualquier raza.